# كالي تروي
كالي تروي (بالإنجليزية: Kali Troy)‏ هي مغنية وممثلة أمريكية، ولدت في 7 مارس 1971 في واشنطن العاصمة في الولايات المتحدة.

## أعمال

### مسلسلات
- الفتيات الخارقات

## وصلات خارجية
- كالي تروي على موقع IMDb (الإنجليزية)
- كالي تروي على موقع قاعدة بيانات الفيلم (الإنجليزية)